# La historia me absolverá

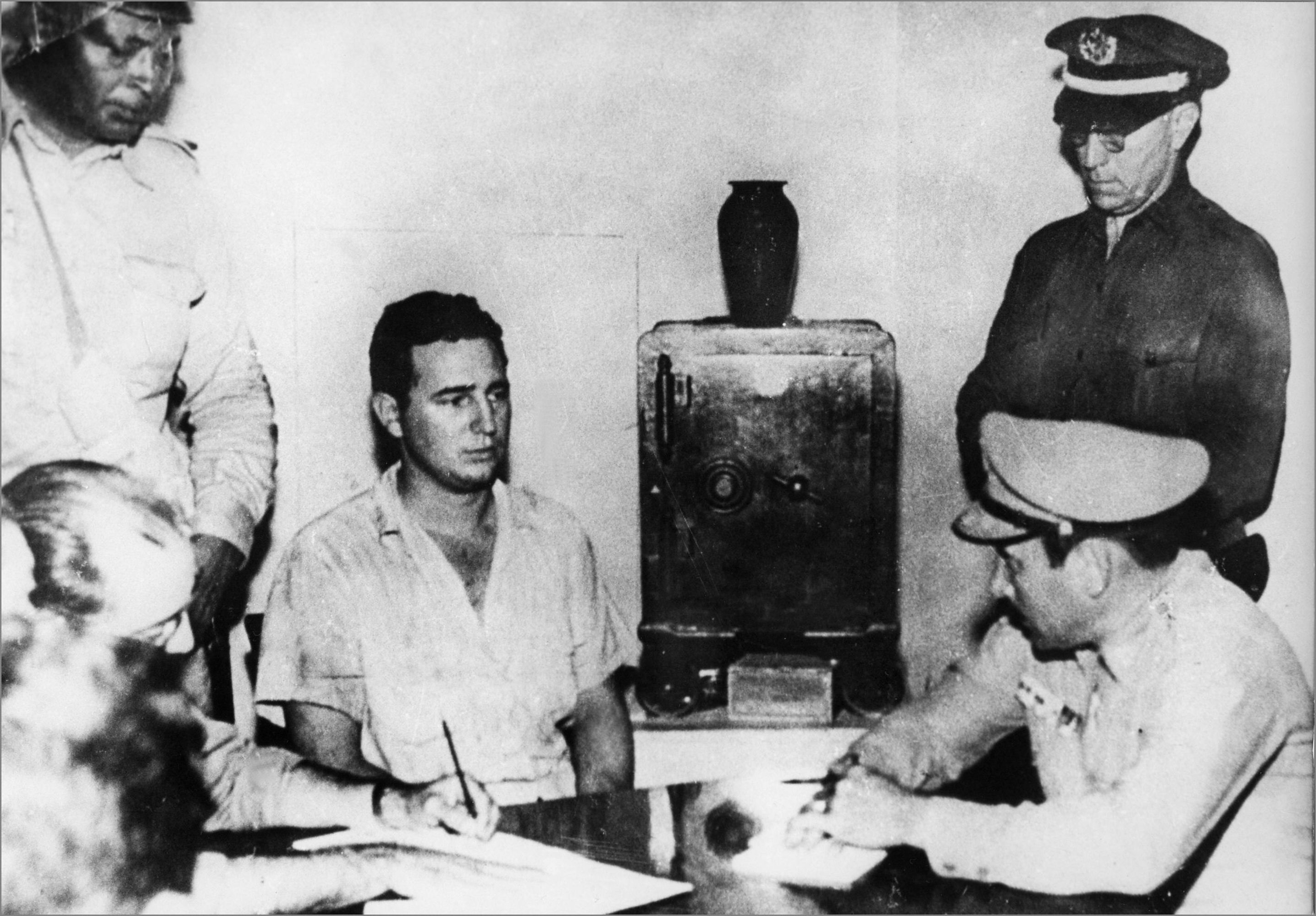
Fidel Castro cuando fue arrestado en julio de 1953, luego del ataque al cuartel Moncada.

La historia me absolverá es el título del alegato de autodefensa de  Fidel Castro ante el juicio en su contra iniciado el 16 de octubre de 1953 por los asaltos a los cuarteles Moncada y Carlos Manuel de Céspedes, en las ciudades de Santiago de Cuba y Bayamo, Cuba, respectivamente, sucedidos el 26 de julio de ese mismo año. Ante este juicio, Fidel Castro, entonces licenciado en Derecho Civil, decidió asumir su propia defensa. Castro dijo que su alegato ante el tribunal terminó con la frase "la historia me absolverá", pero en realidad, esa frase nunca fue pronunciada, y la frase final ante el tribunal de tres jueces fue: "la historia, definitivamente, lo dirá todo", según constaba en las actas del tribunal, que desaparecieron, y en testimonios posteriores de los jueces. Durante su estancia en prisión, añadió muchos párrafos a su alegato original y lo mejoró. La Historia me Absolverá, fue publicada por sus seguidores, y se convirtió en el manifiesto del Movimiento 26 de Julio.
Fue condenado a una pena de 15 años de cárcel por su participación en los asaltos. Sin embargo, todos los rebeldes, incluido Castro, fueron puestos en libertad tras una amnistía concedida por Fulgencio Batista en 1955. Castro se trasladó a México, antes de regresar a Cuba en el yate Granma en diciembre de 1956.

## Detalles del discurso

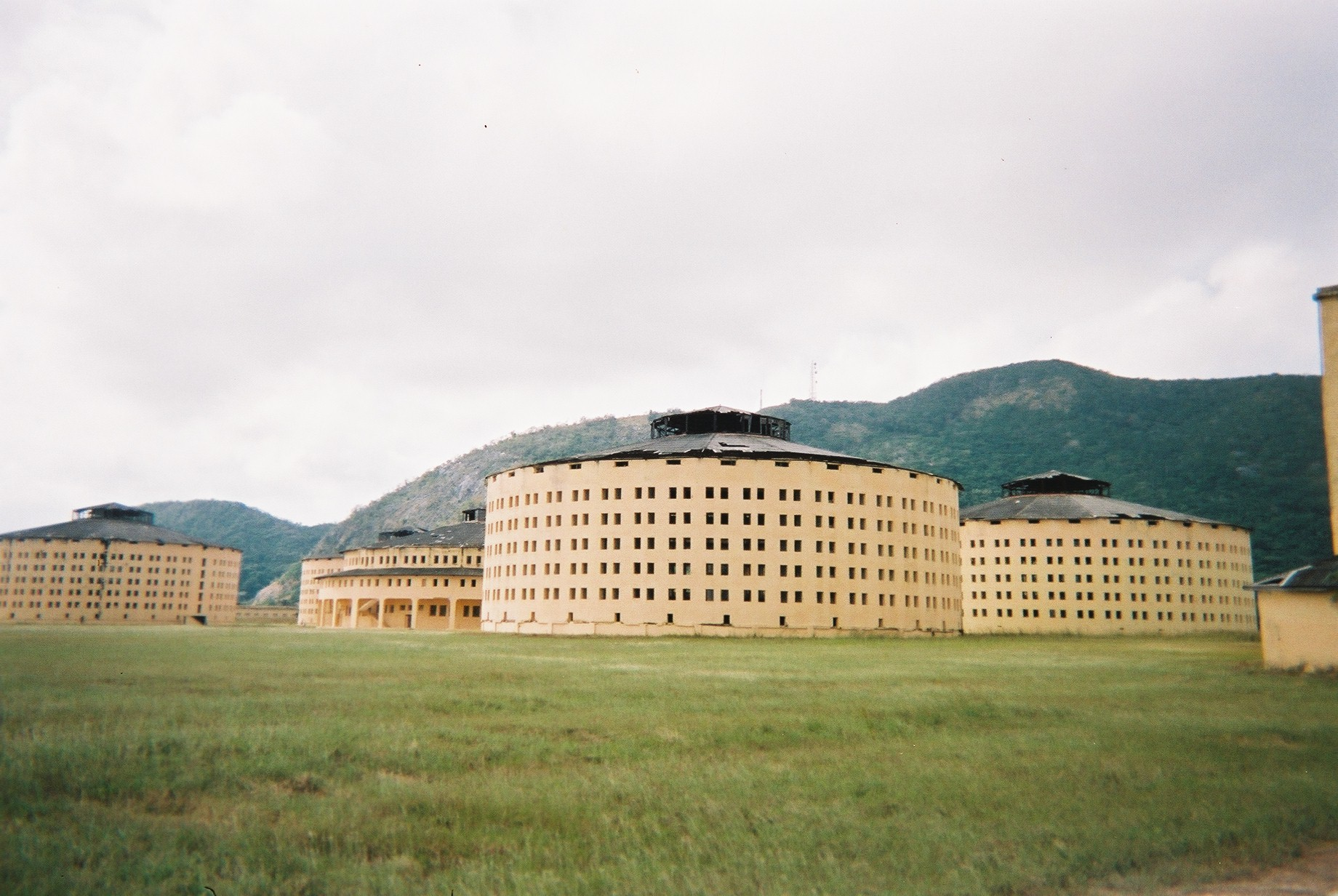
El "Presidio Modelo" en la "Isla de la Juventud", en Cuba, donde Fidel Castro fue encarcelado en 1953.

Castro fue llevado ante los tribunales el 16 de octubre de 1953 para su sentencia. Fue aquí donde, según los informes, hizo su discurso de 2 horas de duración (según sus jueces), pero otros dicen que fueron 4 horas, donde justificaba sus acciones y esbozaba sus planes para Cuba. Durante el juicio, la indignación de la población por el trato a los prisioneros dañó seriamente la imagen de Batista. Un juez local incluso telefoneó personalmente a Batista para quejarse de que estaba reviviendo la «época brutal del expresidente Gerardo Machado»; el obispo de Santiago exhortó a los tribunales a salvar la vida de Castro y buscó el apoyo de los católicos de la clase alta cubana. Aunque Castro fue condenado junto a su hermano —quien fue condenado a 13 años en la Isla de la Juventud— a 15 años, el juicio lo elevó a ser considerado un «semi-héroe» en la isla.
En el documento, Castro señala lo que considera los males de la Cuba de entonces, resumidos en seis problemas fundamentales: el problema de la tierra, el problema de la industrialización, el problema de la vivienda, el problema del desempleo, el problema de la educación y el problema de la salud. El discurso de Castro contenía numerosas menciones al «padre de la independencia de Cuba», José Martí, al tiempo que presentaba a Batista como un tirano. Según Castro, Batista era un monstrum horrendum ... sin entrañas que había cometido un acto de traición en 1933 cuando puso en marcha un golpe de Estado para derrocar al presidente cubano Ramón Grau. Castro habló de los 700 000 cubanos desempleados, atacó los deficientes sistemas de salud y educación, y afirmó que el 30% de los granjeros de Cuba no sabían escribir ni sus propios nombres. Dijo que el 85% de los pequeños agricultores cubanos pagaba renta y sufría la amenaza perenne del desalojo cuando más de la mitad de las mejores tierras estaban en poder de compañías extranjeras y una gran proporción de la población era analfabeta. Además de que 400 000 familias del campo y la ciudad vivían hacinadas y casi dos millones y medio de la población urbana pagaba altos alquileres por las casas que ocupaban y que el 90% de los niños del campo eran devorados por los parásitos.
En el posterior manifiesto publicado por Castro, basado en el discurso de 1953, daba detalles de las «cinco leyes revolucionarias» que deseaba implementar en la isla:
- El restablecimiento de la Constitución cubana de 1940.
- La reforma agraria.
- El derecho de los trabajadores industriales a recibir el 30% de los beneficios de su empresa.
- El derecho de los trabajadores de la industria azucarera a recibir el 55% de los beneficios generados por su empresa.
- La confiscación de los bienes de aquellas personas culpables de fraude a los anteriores poderes públicos.